# Musó Šinden rjú

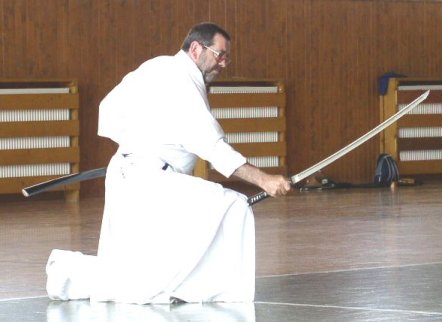
Sensei Victor Cook (7.dan ZNKR iai) cvičí kata z Hasegawa Eišin rjú

Musó Šinden rjú (japonsky: 夢想神伝流) je korjú. Jedná se o japonský systém boje s mečem, jenž se skládá převážně z technik iaidžucu, ale také kendžucu a něco málo džúdžucu. V Japonsku známý šermíř Hakudó Nakajama (中山博道), jenž mimo jiná korjú studoval šermířské techniky škol Omori rjú, Hasegawa Ejšin rjú a Hajašizaki rjú (někdy též znaky čteny jako Džúšin rjú) ve městě Koiči v oblasti Tosa na ostrově Šikoku svojí revizí technik těchto škol stál u zrodu tohoto šermířského stylu. Nakajama sensei se učil odnož Šimomura ha školy Hasegawa Ejšin rjú a také později Tanimura ha. Jeho osobní pojetí těchto škol, jež vzniklo ze studia obou větví, tak bývá po roce 1930 nazýváno Musó Šinden battó džucu a později se uchytilo pojmenování Musó Šinden rjú. Nakajama sensei jej vyučoval jako celek v oblasti Tokia. Zároveň ve svém dódžó Júšinkanu vyučoval kendó, Nakajama no džó (džódó vzniklé na základě Nakajamovo studia Šintó Musó rjú) a hlavně Šindo Munen rjú kendžucu, jenž studoval v Tokiu od mládí a byl pokračovatelem a hlavním představitelem jedné linie tohoto stylu.
Obsah učení Musó Šinden rjú je členěn do několika úrovní jako Šóden (Omori rjú), Čúden (Hasegawa Ejšin rjú), Okuden a Kumitači. Jednotlivé úrovně obsahují sady jednotlivých technik kata, jež jsou nositely osnov a informací školy a student se postupným zvládnutím jednotlivých úrovní učí techniky a způsoby boje této školy.
Musó Šinden rjú je velmi rozšířené v Japonsku, ale i po celém světě. Studuje se i v České republice: České Budějovice (Kokki dódžó), Praha (Šinbukan dódžó, Kensei dódžó), Hradec Králové (Nozomi dódžó), Vyškov (Šinbukan dódžó), Opava (Šinbukan dódžó), Zlín (Tenšin dódžó), Plzeň (Budo Plzeň).

## Seznam souborů technik dle úrovní
Iai kata - kata cvičená samostatně:
1. Šóden 初伝 (začátečnická úroveň) - Ōmori rjū 大森流 (Ómoriho škola) obsahuje 12 kata
- 1. šohattō 初発刀 začínající meč
- 2. satō 左刀 levý meč
- 3. utō 右刀 pravý meč
- 4. ataritō 当刀 překvapující meč
- 5. injōšintai 陰陽進退 vpřed a zpět, jin jang
- 6. rjūtō 流刀 plující meč
- 7. džuntō (kaišaku) 順刀(介錯) asistující meč (sekundant)
- 8. gjakutō 逆刀 obrácený meč
- 9. seičūtō 勢中刀 silný meč středu
- 10. korantō 虎乱刀 meč divokého tygra
- 11. injōšintai kaewaza 陰陽進退替業 vpřed a vzad, jin jang, varianta
- 12. nukiuči (battō) 抜打 (抜刀) tasící meč

některá dódžó v závislosti na jejich linii učitelů mohou mít prohozené pořadí 11. a 12.kata, taktéž název nukiuči a battó pro 12. kata se může lišit v závislosti na linii učitelů
2. Čūden 中伝 (prostřední úroveň) - Hasegawa Ejšin rjū 長谷川英信流 – (škola Hasegawy Ejšina) obsahuje 10 kata
- 1. jokogumo 横雲
- 2. toraissoku 虎一足 krok tigra
- 3. inazuma 稲妻 blesk
- 4. ukigumo 浮雲
- 5. yamaoroshi 颪 horský vítr
- 6. iwanami 岩浪
- 7. urokogaeshi 鱗返
- 8. namigaeshi 浪返
- 9. takiotoshi 滝落 vodopád
- 10. nukiuchi 抜打

3. Okuden 奥伝 (vnitřní, skrytá, tajná úroveň) Šigenobu rjú 重信流 - v Nakajamově Júšinkanu znaky se četly jako Džúšin rjú
Suwariwaza - první soubor technik se prováděná v sedě z pozite[kdo?] tačihiza (iaihiza)
- 1. kasumi 霞
- 2. sunegakoi 脛囲
- 3. šihōgiri 四方切
- 4. tozume 戸詰
- 5. towaki 戸脇
- 6. tanašita 棚下
- 7. rjōzume 両詰
- 8. torabaširi 虎走

Tačiwaza - techniky této druhé části okuiai jsou prováděny ve stoje v pozici tačiai
- 9. jukizure 行連
- 10. rendacu (curedači) 連達 (連立)
- 11. sōmakuri 惣捲
- 12. sōdome 総留
- 13. šinobu 信夫
- 14. jukičigai 行違
- 15. sodesurigaeši 袖摺返
- 16. moniri 門入
- 17. kabezoi 壁添
- 18. ukenagaši 受流
- 19. oikakegiri 追いかけ切 - některé linie učitelů necvičí tuto kata
- 20. rjōšihikicure 両士引連 - některé linie učitelů necvičí tuto kata
- 21a. itomagoi 1 暇乞
- 21b. itomagoi 2 暇乞
- 21c. itomagoi 3 暇乞

Kumitači kata - kata cvičená ve dvojicích:
4. Tači uči no kurai 太刀打之位 soubor deseti technik daitó (dlouhý meč) proti daitó, prováděných ve stoje
- 1. deai 出合
- 2. cukekomi 附込
- 3. ukenagaši 請流
- 4. ukekomi 請込
- 5. cukikage 月影
- 6. suigecutō 水月刀
- 7. zecumyoken 絶妙剣
- 8. dokumyoken 独妙剣
- 9. šinmyoken 心明剣
- 10. učikomi 打込

5. Kurai dori 位取り soubor dalších devíti technik tači proti tači, prováděných ve stoje
- 1. deai 出合
- 2. kobušidori 拳取
- 3. kaminari 雷 (出撃)
- 4. cumegaeši 詰流 (撃流)
- 5. cubadome 鍔留
- 6. cukacume 柄詰
- 7. tšinmyoken 神妙剣
- 8. kaeri-uči 返討
- 9. seigan 育眼

6. Tsume iai no kurai 詰居合之位 soubor jedenácti technik prováděných v tačihiza, tači proti tači
- 1. hasso 八相 (発早)
- 2. kobušidori 拳取
- 3. nami Gaeši (Iwanami) 岩浪 (浪返)
- 4. jaegaki 八重垣
- 5. urokogaeši 鱗返
- 6. kuraijurumi 位弛
- 7. cubame Gaeši 燕返
- 8. ganseki Otoši 眼関落
- 9. suigecuto 水月刀
- 10. kazumiken 霞剣
- 11. učikomi 討込

7. Daišō cume 大小詰 soubor osmi technik prováděných v tačihiza, s použitím džúdžucu proti soupeři bojujícímu s tači
- 1. dakizume 抱詰
- 2. koppō 骨防
- 3. cukadome 柄留
- 4. kotedome 小手留
- 5. munatori 胸捕
- 6. migifuse 右伏
- 7. hidarifuse 左伏
- 8. jamagatazume 山形詰

8. Daišō tači cume 大小立詰 soubor sedmi technik, z nichž 6 je prováděno v tačihiza a jedna ve stoje v tačiiai s technikami džúdžucu proti soupeři bojujícímu s tači
- 1. šimetori 〆捕
- 2. sode Surigaeši 袖摺返
- 3. cuba Učigaeši 鍔打返
- 4. koppōgaeši 骨防返
- 5. tonbōgaeši 蜻蛉返
- 6. rankjoku 乱曲
- 7. ucuri 電光石火 (移り)

9. Cume no kurai 詰之位 soubor sedmi technik prováděných v tačihiza, s použití prvků džúdžucu a kendžucu
- 1. hozume 抱詰
- 2. waki-cubo 脇坪 (わきつぼ)
- 3. mune-tori 胸取 (むねとり)
- 4. cume-ken 詰懸 (つめけん)
- 5. cubame Gaesh 燕返
- 6. gešusori 迎手そり (けいしゅそり)
- 7. monomi-uči 物見打 (ものみうち)

10. Daiken dori 大検取 soubor deseti technik: 6 technik daitó proti daitó a 4 kata šótó (krátký meč) proti daitó
- 1. muken 無剣
- 2. suiseki 水石
- 3. gaiseki 外石
- 4. tesseki 鉄石
- 5. eigan 榮眼
- 6. eigecu 榮月
- 7. jamakaze 山風
- 8. sorihaši 橇橋
- 9. raiden 雷電
- 10. suigecu 水月

Ne všechna dódžó, kde se cvičí Musó Šinden rjú, se dnes věnují cvičení kumitači technik. Převážně cvičí část školy věnovanou iai (šóden, čúden, okuden). Sensei Hakudó Nakajama učil ve svém dódžó Júšinkanu celé osnovy školy pokročilé studenty a prý výuka první sady kat kumitači probíhala až po zvládnutí částí iai a po obdržení Mokuroku (cca po 8-10 letech studia). Mimo to Nakajama sensei vedl kurzy a cvičení pro veřejnost, Tokijskou metropolitní policii atd. a tak různým studentům nebyly předány všechny techniky z osnov Musó Šinden rjú. Velká část žáků (později učitelů) se také souběžně se studiem iai věnovala kendó (to má vlastní párové techniky pocházející z kendžucu). Toto mohl být také další důvod menšího rozšíření kumitači technik mezi studenty a proto nyní některé linie učitelů Musó Šinden rjú kumitači techniky necvičí nebo cvičí pouze jejich část.